# Centro deportivo municipal Concepción
El Centro Deportivo Municipal Concepción es una instalación multi deportiva de Madrid. El nombre corresponde al barrio donde está situado.
El Centro Deportivo Municipal Concepción está situado circa del Parque El Calero.

## Localización[2]
- Dirección: Calle de José del Hierro, 5 28027 Madrid.
- Barrio / Distrito: Concepción / Ciudad Lineal
- Transporte más próximo:
  - Metro: Quintana, El Carmen y Pueblo Nuevo (línea 5)
  - Bus: línea 21, línea 48 y línea 146.

## Unidades deportivas[2]

### Unidades deportivas al aire libre
Dimensiones	 Pavimento	Iluminación 	Gradas/Capacidad (dato aproximado)
Campo de fútbol	104 x 64,50 	 Césped artificial	sí 	1.000
Frontón	30,10 x 14 	 Hormigón pulido	sí	 -
Frontón	19,50 x 14	 Hormigón pulido	sí	 -
Piscina	25 x 21,52 	 ---	sí	 -
Piscina infantil	27 x 7	 ---	sí	 -
3 calles de atletismo	390m. cuerda/interior	Resinas	sí	1.000
2 Pistas de pádel	 20 x 10	Césped artificial	sí 	500
Pista polideportiva	 44,90 x 22,20	Hormigón poroso	sí 	500
Pista polideportiva	 43,80 x 21,80	Hormigón poroso 	sí	500
4 Pistas de Tenis	 36,30 x 18,10	Hormigón poroso 	sí 	250

### Unidades deportivas cubiertas
Dimensiones	Pavimento 	Iluminación 	 Gradas/Capacidad (dato aproximado)
Pabellón polideportivo	40 x 20 x 8-11	 Madera	sí	 240
Piscina	 25 x 16	 --	sí	 400
Sala de musculación	 15,80 x 5,75	 Caucho	sí	 -